# Claude Malraux
Pour les articles homonymes, voir Malraux (homonymie).
Claude Malraux (1920-1944) est un demi-frère d'André Malraux. Il est, pendant la Seconde Guerre mondiale, un agent secret français du Special Operations Executive.

## Biographie
Claude Raymond Malraux naît en 1920 de Fernand-Georges et Marie-Louise Malraux. En plus de son célèbre demi-frère André Malraux, il a un frère Roland Malraux.
Il est recruté sur place par Philippe Liewer, en tant que second du réseau SALESMAN du Special Operations Executive. Son nom de guerre (field name) est « Cicero ». Au sein de la section F il est « commissionned in the field » avec le grade de lieutenant ; matricule : 316119.
En août 1943, Claude Malraux dirige un groupe de 80 hommes à Rouen.
Il est arrêté vers le 25 février 1944 par les Allemands.
Il aurait été exécuté en captivité, à Gross-Rosen, en août-septembre 1944, à l’âge de 24 ans.

## Reconnaissance

### Distinction
Aucune distinction n'est mentionnée dans les sources indiquées.

### Monuments
- En tant que l'un des 104 agents du SOE section F morts pour la France, Claude Malraux est honoré au mémorial de Valençay (Indre).
- Brookwood Memorial, Surrey, panneau 22, colonne 1.
- Au mémorial du camp de concentration de Gross-Rosen, situé près de Rogoźnica (Pologne), une plaque honore la mémoire des dix-neuf agents de la section F qui y ont été exécutés en août-septembre 1944, dont Claude Malraux. Réalisée en granit local, en provenance d'une carrière où devaient travailler les détenus, elle a été élevée sur l'initiative du Holdsworth Trust.

## Sources et liens externes
- Fiche Claude Malraux, avec photographie sur le site Special Forces Roll of Honour.
- Michael R. D. Foot, Des Anglais dans la Résistance. Le Service Secret Britannique d'Action (SOE) en France 1940-1944, annot. Jean-Louis Crémieux-Brilhac, Tallandier, 2008,  (ISBN 978-2-84734-329-8). Traduction en français par Rachel Bouyssou de (en) SOE in France. An account of the Work of the British Special Operations Executive in France, 1940-1944, London, Her Majesty's Stationery Office, 1966, 1968 ; Whitehall History Publishing, in association with Frank Cass, 2004. Ce livre présente la version officielle britannique de l’histoire du SOE en France. Une référence essentielle sur le sujet du SOE en France.
- Lt. Col. E.G. Boxshall, Chronology of SOE operations with the resistance in France during world war II, 1960, document dactylographié (exemplaire en provenance de la bibliothèque de Pearl Witherington-Cornioley, consultable à la bibliothèque de Valençay). Voir sheet 22, ‘’SALESMAN CIRCUIT’’.
- J.D. Sainsbury, Le Mémorial de la section F, Gerry Holdsworth Special Forces Charitable Trust, 1992.